# Полис Академиси
«Полис Академиси» (тур. Polis Akademisi ve Koleji Spor Kulübü Erkek Buz Hokeyi Takımı) — турецкий хоккейный клуб из города Анкара. Основан в 1996 году. Выступает в Турецкой хоккейной суперлиге. Домашние матчи проводит на арене Стадион Анкара.

## История
Хоккейный клуб «Полис Академиси» был создан в 1996 году при содействии полицейской академии Турции. В 2001 году команда завоевала первый титул. С 2004 по 2006 год клуб завоевывает золото чемпионата три раза подряд. Последний титул «Полис Академиси» завоевал в 2009 году. В 2010 году после прекращения сотрудничества клуба с академией полиции хоккейная команда была расформирована. Всего за свою историю «Полис Академиси» одержал 6 побед в чемпионате Турции. По количеству побед в чемпионате команда занимает второе место после хоккейного клуба «Анкара» (7 побед). 

## Достижения
- Турецкая хоккейная суперлига:
  - Победители (6) : 2001, 2004, 2005, 2006, 2008, 2009
  - Серебряный призёр (2) : 2002, 2007